# ایل هموند
ایل هموند یا همه‌وند یا هماوند (به کردی: ھەمەوەند) یکی از ایل‌های کرد در کردستان عراق است. در ۱۹۰۸ میلادی، این قوم علیه عثمانیان شورش کردند. در طول جنگ داخلی عراق، این قوم همرام با دیگر ایل‌های کردی در مخالفت با داعش می‌جنگیدند.